# Peut-être que…
Albums de Juliette Gréco
La Femme
(1967) Complainte amoureuse
(1969)
Peut-être que… est le 4e album studio enregistré par Juliette Gréco et sorti en 1968. 

## Titres
| 1.          | Peut-être que…         | Maurice Fanon   | Gérard Jouannest        | 2:26 |
| 2.          | Quand tu reviendras    | Serge Lama      | Yves Gilbert            | 2:59 |
| 3.          | Le Tango               | Guy Bontempelli | Guy Bontempelli         | 2:23 |
| 4.          | Chanson bleue          | Eddy Marnay     | Emil Stern              | 3:33 |
| 5.          | Six soldats            | Pierre Louki    | Yani Spanos             | 2:08 |
| 6.          | Le Roi Misère          | Boris Bergman   | Florence Véran          | 4:06 |
| 7.          | Frère Jacques          | Pierre Louki    | Yani Spanos             | 2:35 |
| 8.          | L'Or                   | Eddy Marnay     | Emil Stern              | 3:28 |
| 9.          | Quand je serai loin    | Pierre Louki    | Pierre Louki/Paul Lemel | 2:21 |
| 10.         | Les Feuilles de tabac. | Boris Bergman   | Maurice Dulac           | 2:21 |
| 11.         | Faites pas la guerre   | Guy Bontempelli | Guy Bontempelli         | 3:11 |
| 12.         | Toi que j'attends      | René Rouzaud    | Gérard Jouannest        | 2:55 |
| 34 min 26 s |                        |                 |                         |      |

## Crédits
- Arrangements et direction d'orchestre : 
  - Alain Goraguer en 1, 3, 6, 8, 10, 11 ;
  - François Rauber en 2, 4, 5, 7, 9, 12.
- Production : Marcel Dutrieux[Note 5],[1].
- Ingénieurs du son : Franck Giboni et Dominique Poncet[1].
- Enregistrement : 10 au 13 septembre 1968 au studio Polydor (Paris, 17e arr.).
- Album original : 33 tours/LP mono/stéréo (gravure universelle) Philips 844 796 BY sorti le 24 septembre 1968.
- Photographie recto pochette : Just Jaeckin[1],[Note 6].
- Rééditions en CD  : 
  - Volume no 10 La Panthère de l'intégrale L'Éternel Féminin en 21 CD Mercury/Universal, 2003.
  - Coffret incluant Si tu t'imagines (compilation 1968), La Femme (album 1967), Peut-être que…, Face à face (album 1971), 4 CD Universal, 2011.